# Comuna Juchnowiec Kościelny
Juchnowiec Kościelny este o comună (în poloneză: gmina) rurală în powiat Białystok, voievodatul Podlasia, Polonia.
Comuna acoperă o suprafață de 172,06 km² și are, potrivit datelor din anul 2006, o populație de 13.421.